# Rebbachisaurus
Rebbachisaurus is een geslacht van plantenetende sauropode dinosauriërs dat tijdens het vroege Krijt, 100 miljoen jaar geleden, leefde in het gebied van het huidige Afrika. 

## Vondst en naamgeving
De typesoort Rebbachisaurus garasbae is in 1954 benoemd en kort beschreven door René Lavocat, na een vondst in 1948 bij Er Rachida in Marokko. Het skelet werd opgegraven tussen 1 oktober 1949 en 26 april 1950 en vervolgens tijdens een tweede expeditie tussen 15 oktober 1951 en 3 januari 1952. De geslachtsnaam verwijst naar de Aït Rebbach, of Chebasj, de Berberstam die het gebied van de vondst bewoont. De soortaanduiding verwijst naar de vindplaats Gara Sbaa, de "leeuwenheuvel".

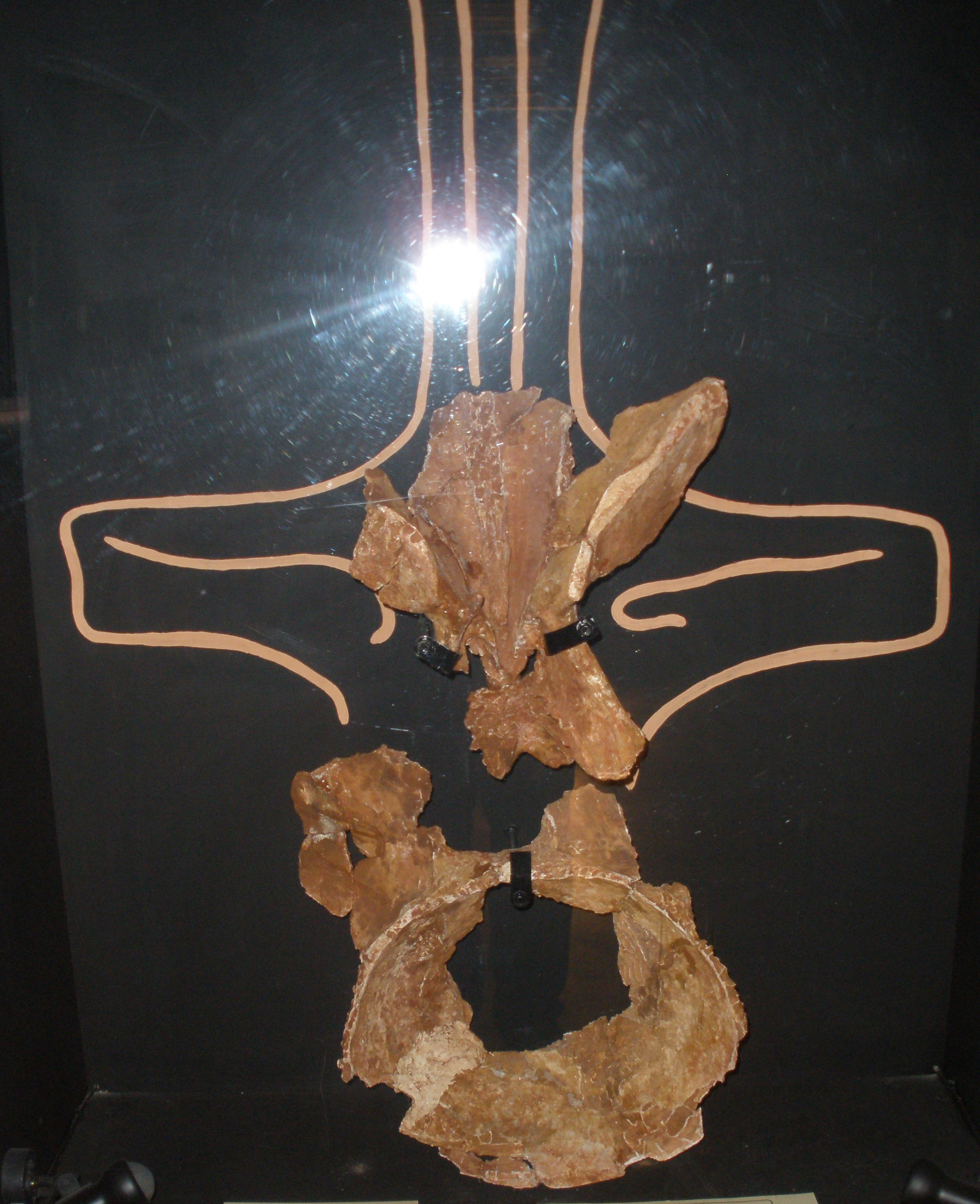
Een wervel van achteren bezien

De syntypen, specimina MNHN-MRS 1476-77, 1491, 1728, 1957-58, 1979, 1980-88 en 1990-2002 zijn gevonden in de Kem Kem-bedden die dateren uit het vroege of middelste Cenomanien. Ze bestaan uit zes ruggenwervels, tien ribben, een rechterschouderblad, een rechteropperarmbeen, twee wervels van een heiligbeen, zes staartwervels en een rechterzitbeen. In 2015 werden ze, voor zover nog aanwezig, alle aangewezen als een enkel holotype daar ze alle toebehoren aan één individu. Het schouderblad en vier staartwervels zijn zoek. Het holotype maakt deel uit van de collectie van het Muséum national d'histoire naturelle te Parijs. In 1996 werden door Dale Alan Russell nog wat tanden, een halswervel en een voorste ruggenwervel toegewezen.
In 2015 werd voor het eerst een gedetailleerde beschrijving van de soort gegeven.
In 1960 werd door Albert-Félix de Lapparent op basis van materiaal uit de Tegamaformatie van Niger een tweede soort benoemd: Rebbachisaurus tamesnensis. De soortaanduiding verwijst naar de vindplaats Abangarit-Tamesna. Het gaat vermoedelijk om een niet direct aan de typesoort verwante vorm. Het typespecimen hiervan werd gevonden bij Tedreft. Het is de vraag of al het aan het taxon toegewezen materiaal wel één soort vormt.
In 1996 werd een derde soort benoemd op basis van Zuid-Amerikaanse vondsten: Rebbachisaurus tessonei. In 2004 werd dit het aparte geslacht Limaysaurus.

## Beschrijving
Op grond van de tot 145 centimeter hoge ruggenwervels is wel geconcludeerd dat Rebbachisaurus garasbae bijzonder groot was. Veel populair-wetenschappelijke boeken geven een lengte van twintig meter. De wervels zijn echter vooral zo hoog doordat hun doornuitsteeksel disproportioneel verlengd is. Kijkt men naar de andere botten dan blijkt Rebbachisaurus een middelgrote of zelfs vrij kleine sauropode, vermoedelijk niet langer dan een twaalf meter met een gewicht van tussen de acht en twaalf ton; in 2015 werd een gewicht berekend van 7915 tot 12015 kilogram.

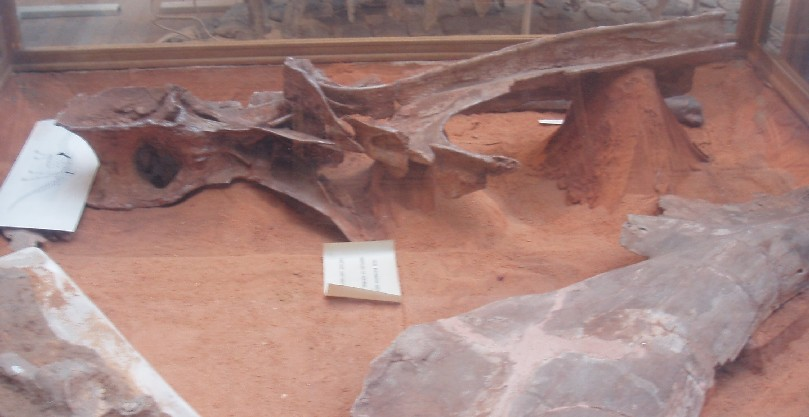
De wervel van het holotype met het kenmerkende lange doornuitsteeksel

Deze enorme viervoetige planteneter had een kleine kop, een lange, sierlijke nek, een zweepachtige staart. Deze soort onderscheidt zich van andere sauropoden door de ongewoon hoge kam op de rug. De functie van de kam, die gepaard ging met schuin omhoogstaande zijuitsteeksels is omstreden. Het is geopperd dat ze een grotere beweeglijkheid van de wervelkolom toestonden maar de studie uit 2015 concludeerde juist dat ze de rug verstijfden om beter verticale krachten te kunnen weerstaan, wellicht om een vergrote buikholte te compenseren.
In 2015 werden acht onderscheidende kenmerken vastgesteld. Het deel van de wervelboog dat beneden het niveau van de gewrichtsuitsteeksel ligt, is ongeveer even hoog als het wervellichaam. De richels die naar de gewrichtsuitsteeksels lopen kruisen de richels die naar de ribfacetten lopen zodanig dat een M-patroon ontstaat — in 2017 werd hetzelfde gemeld van Xenoposeidon. De achterste richel tussen het wervellichaam en de parapofyse, het bovenste ribfacet, loopt vrijwel horizontaal. De achterste richel die van het wervellichaam naar het zijuitsteeksel loopt heeft vier golvingen in de onderste buitenrand. De zijrand van de richel die van het doornuitsteeksel naar het zijuitsteeksel loopt is naar achteren gekruld, vooral bij de top van het doornuitsteeksel. De richels op de voorzijden en achterzijden van het doornuitsteeksel worden doorboord door talrijke onregelmatig gevormde pneumatische openingen. De achterste ruggenwervels zijn verticaal verlengd tot een hoogte die gelijk is aan de lengte van het schouderblad. De onderkant van het opperarmbeen heeft een bijna platte binnenzijde.
De ruggenwervels hebben opmerkelijke proporties. Vergeleken met het eigenlijke wervellichaam is de wervelboog extreem ontwikkeld. De basis ervan is al even hoog als het centrum en de verschillende uitsteeksels vergroten het formaat nog veel verder. Het doornuitsteeksel is zeer lang en aan alle zijden voorzien van hoge richels, ook naar de parapofyse. De richels naar het zijuitsteeksel zijn echter juist dun, talrijk en webvormig. Zulke richels lopen ook van het zijuitsteeksel naar het wervellichaam. De richel tussen wervellichaam en voorste gewrichtsuitsteeksels en tussen het doornuitsteeksel en de achterste gewrichtsuitsteeksels zijn gevorkt. De gepaarde voorste en achterste gewrichtsuitsteeksels vloeien per paar samen. Secundaire hyposfeen-hypantrum-complexen ontbreken.

## Fylogenie
Lavocat wist Rebbachisaurus in 1954 niet nader te bepalen dan de Sauropoda. Later werd gedacht dat het dier tot de Brachiosauridae behoorde. In 1995 nog plaatste Paul Upchurch het geslacht in de Dicraeosauridae. Pas in 1997 benoemde José Fernando Bonaparte een eigen Rebbachisauridae. Die groep behoort weer tot de Diplodocoidea. In 2015 werd een Rebbachisaurinae benoemd.
De ontdekking van de Zuid-Amerikaanse Rayososaurus, die bijna identiek is aan de Afrikaanse Rebbachisaurus, bevestigt dat er in het vroege Krijt nog een verbinding was tussen Afrika en Zuid-Amerika, men heeft lang gedacht dat die continenten toen al gescheiden waren. 